# Tjóðveldi

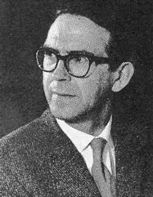
Erlendur Patursson jeden z założycieli partii.

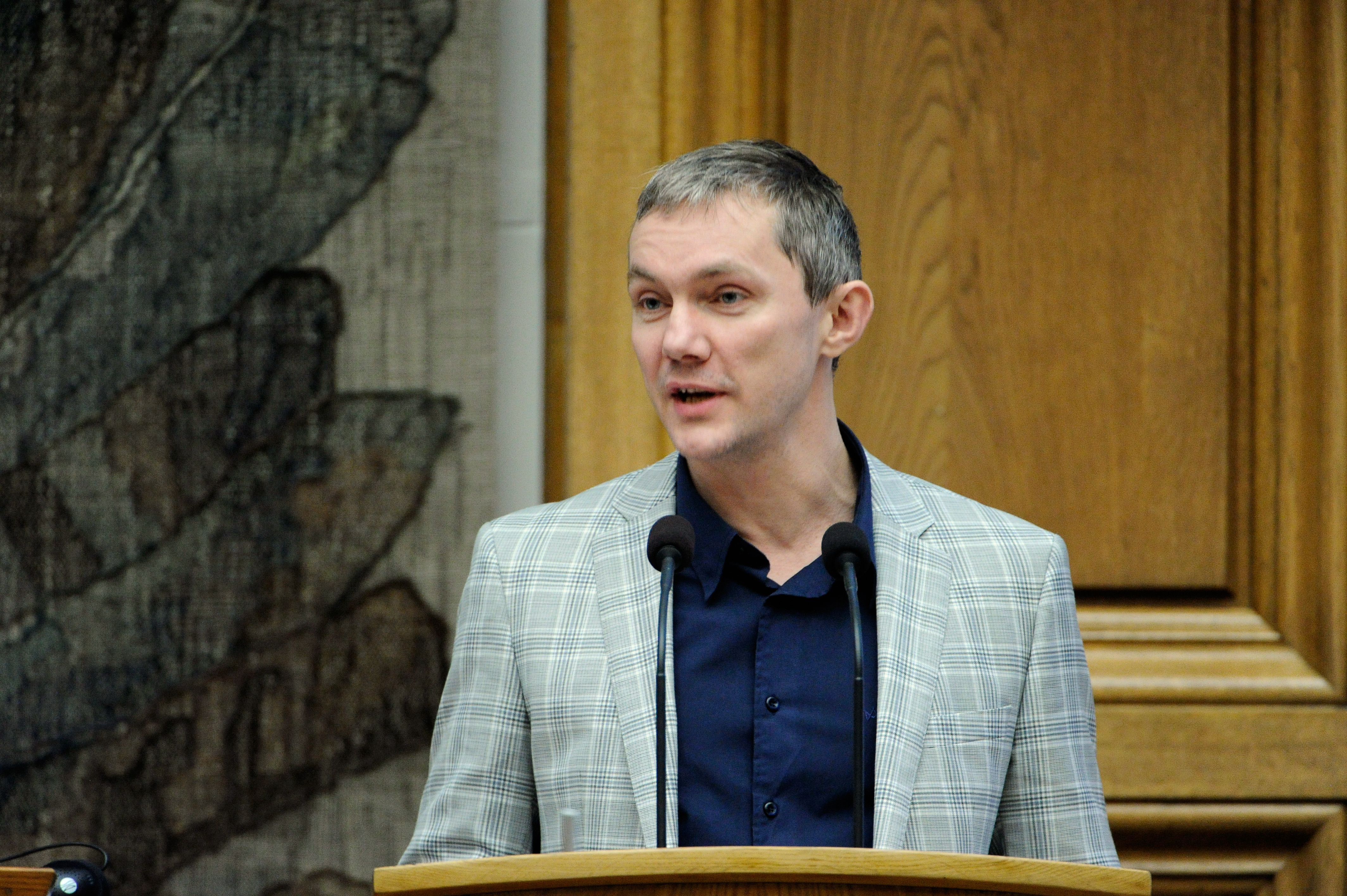
Sjúrður Skaale prezes partii w latach 2008 - 2009.

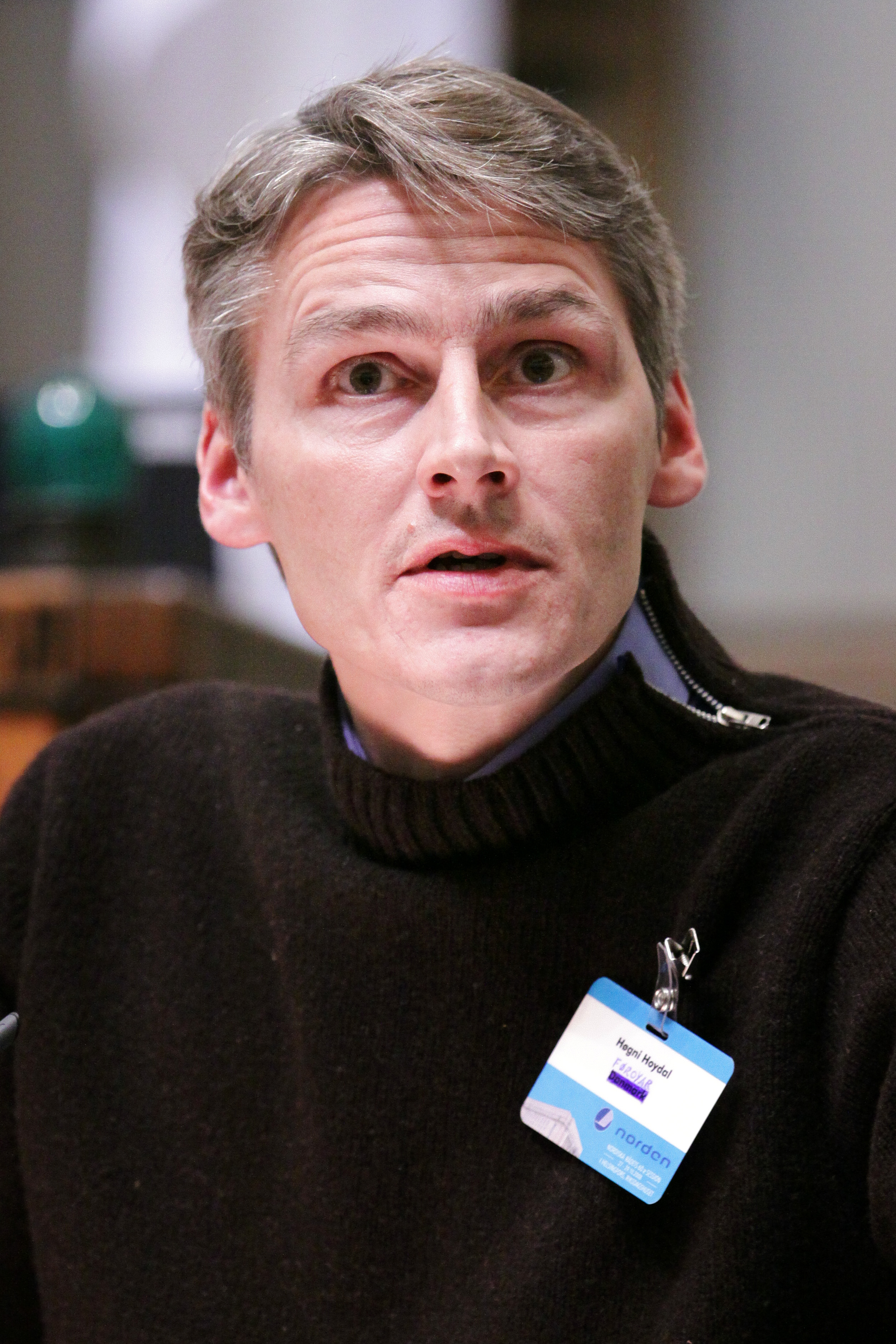
Høgni Hoydal, prezes partii.

Tjóðveldi, wym. [ˈtʃoʊvɛldɪ]; wcześniej Tjóðveldisflokkurin, wym. [ˈtʃoʊvɛldɪsˌfloʰkʊrɪn]) – farerska partia polityczna. Reprezentuje poglądy socjaldemokratyczne oraz separatystyczne. Partia używa wielobarwnego loga, podpisanego pod spodem Tjóðveldi i jasnozielonej barwy.

## Historia
14 września 1946 roku Farerowie w referendum opowiedzieli się przeciw utrzymaniu unii z Danią, ta jednak nie uznała ważności tego głosowania. Po głosowaniu powstała nierównowaga w polityce archipelagu - dwie partie Sambandsflokkurin oraz Javnaðarflokkurin opowiadały się za unią z Danią, podczas gdy Fólkaflokkurin i znacznie mniej licząca się Sjálvstýrisflokkurin. Tjóðveldi, wówczas nazywane Tjóðveldisflokkurin (far. Partia Republikańska) założono w nocy z 22 na 23 maja 1948 roku, a jej celem miało być wyrównanie powstałej dysproporcji. Nowa partia chciała poza dążeniem do niepodległości chciała także dbać o rybaków i innych pracowników.
Po raz pierwszy partia wystawiła swoich przedstawicieli w wyborach w 1950 roku, kiedy uzyskała dwa miejsca w parlamencie. W roku 1954 było ich już sześciu, a w 1958 siedmiu. Rok po wyborach w 1962 partia po raz pierwszy weszła w skład koalicji rządzącej poza nią Fólkaflokkurin, Sjálvstýrisflokkurin oraz Framburðsflokkurin. W rządzie Wysp Owczych znaleźli się wówczas: Erlendur Patursson i Karsten Hoydal.
Partia wchodziła także w koalicje w latach: 1975, 1979, 1985, 1988, 1989 (dwukrotnie), 1993, 1998, 2002 i 2008. W wyborach w roku 2011 uzyskała 5 589 głosów (18,3%) i uzyskała sześć mandatów. Nie weszła wówczas do koalicji rządowej. W kolejnych wyborach partia uzyskała 6 691 głosów (20,7%) i siedem mandatów. Partia weszła do koalicji z Javnaðarflokkurin oraz Framsókn i wprowadziła do rządu trzech ministrów. W 2007 roku partia zmieniła nazwę z Tjóðveldisflokkurin na Tjóðveldi.
Partia otrzymywała jeden mandat do Folketingu w latach: 1973 i 1975, a następnie przez wiele lat wybory przegrywała. W wyborach w roku 2001 Tjóðveldisflokkurin uzyskała 6 565 głosów (24,9%) i jeden parlamentarzysta wszedł w skład duńskiego parlamentu - Høgni Hoydal. Hoydal dostał się ponownie w: 2005, 2007 i 2015 roku.

## Program
Partia opowiada się za zniesieniem unii z Danią, a także w przypadku uzyskania niepodległości odejście od systemu monarchistycznego. Jednocześnie Tjóðveldi ma poglądy silnie socjalistyczne, co kłóci się z podejściem Javnaðarflokkurin, która uważa, że utrzymanie unii z Królestwem jest gwarantem utrzymania wysokich świadczeń społecznych. Od 2007 roku, po zmianie nazwy, partia opowiedziała się po stronie Zielonych.

## Organizacja Tjóðveldi
Przewodniczący:
- Høgni Hoydal

Wiceprzewodniczący:
- Sirið Stenberg

Przewodniczący regionów:
- Lone Høeg Bejer - Norðoyar (Norðya Tjóðveldisfelag)
- Hallur Ellingsgaard - Eysturoy (Eysturoyar Tjóðveldisfelag)
- Heini Holm - Północne Streymoy (Norðstreymoyar Tjóðveldisfelag)
- Andrea Heindriksdóttir - Południowe Streymoy (Suðurstreymoyar Tjóðveldisfelag)
- Maria Jacobsen - Vágar (Vága Tjóðveldisfelag)
- Kristian Oskar Henriksen - Sandoy (Sandoyar Tjóðveldisfealg)
- Ása Mikkelsen - Suðuroy (Suðuroyar Tjóðveldisfelag)

### Przewodniczący Tjóðveldi
Następujące osoby sprawowały funkcję przewodniczącego (od 1986):
- Signar Hansen (1986–1989)
- Heini O. Heinesen (1994–2004)
- Høgni Hoydal (2004–2008)
- Annita á Fríðriksmørk (2008)
- Bergtóra Høgnadóttir Joensen (2008)
- Sjúrður Skaale (2008–2009)
- Annita á Fríðriksmørk (2009–2011)
- Høgni Hoydal (od 2011)

### Obecni parlamentarzyści Tjóðveldi
Ostatnie wybory odbyły się na Wyspach Owczych 1 września 2015 roku. Partia Tjóðveldi uzyskała w nich 20,7% głosów, co dało jej siedem mandatów w Løgtingu, czyli o jeden więcej względem poprzednich wyborów. Lista posłów obecnie sprawujących urząd z ramienia Tjóðveldi przedstawia się następująco:
- Annita á Fríðriksmørk
- Katrin Kallsberg
- Óluva Klettskarð
- Ingolf S. Olsen
- Pauli Trond Petersen
- Páll á Reynatúgvu
- Bjørt Samuelsen

### Obecni ministrowie z ramienia Tjóðveldi
Po wyborach z 2015 roku następujący ministrowie zostali wybrani z ramienia partii Tjóðveldi:
- Kristina Háfoss - Minister Finansów
- Høgni Hoydal - Minister Rybołówstwa
- Sirið Stenberg - Minister Zdrowia i Spraw Wewnętrznych

### Obecni parlamentarzyści Tjóðveldi do Folketingu
Ostatnie wybory odbyły się w całym Królestwie Danii 18 czerwca 2015 roku. Partia Tjóðveldi uzyskała w nich 24,5% głosów, co dało jej jeden mandat w Folketingu, czyli tyle samo względem poprzednich wyborów. Do parlamentu dostał się Høgni Hoydal, jednak 20 września zdecydował się zrezygnować z mandatu na rzecz stanowiska Ministra Rybołówstwa w rządzie Wysp Owczych, a jego miejsce zajął Magni Arge.

## Poparcie w wyborach

### Wybory parlamentarne
Wyniki Partii Socjaldemokratycznej w wyborach parlamentarnych przedstawiały się następująco:
| Wybory   | Løgting | Løgting   | Løgting | Løgting | Løgting | Folketing | Folketing | Folketing | Folketing | Folketing |
| Wybory   | Głosy   | Głosy     | Głosy   | Mandaty | Mandaty | Głosy     | Głosy     | Głosy     | Mandaty   | Mandaty   |
| Wybory   | Liczba  | %         | +/–     | Liczba  | +/–     | Liczba    | %         | +/–       | Liczba    | +/–       |
| -------- | ------- | --------- | ------- | ------- | ------- | --------- | --------- | --------- | --------- | --------- |
| 1950     | 1 145   | 9,8 (4.)  | —       | 2/25    | —       | —         | —         | —         | —         | —         |
| 1954     | 3 028   | 23,8 (2.) | 14,0    | 6/27    | 4       | —         | —         | —         | —         | —         |
| 1958     | 3 323   | 23,9 (2.) | 0,1     | 7/30    | 1       | —         | —         | —         | —         | —         |
| 1962     | 3 281   | 21,6 (2.) | 2,3     | 6/29    | 1       | —         | —         | —         | —         | —         |
| 1966     | 3 529   | 20,0 (4.) | 1,6     | 5/26    | 1       | —         | —         | —         | —         | —         |
| 1970     | 3 962   | 21,9 (2.) | 1,9     | 6/26    | 1       | —         | —         | —         | —         | —         |
| 1973     | —       | —         | —       | —       | —       | 3 312     | 25,1 (2.) | —         | 1/2       | —         |
| 1974     | 4 461   | 22,5 (2.) | 0,6     | 6/26    |         | —         | —         | —         | —         | —         |
| 1975     | —       | —         | —       | —       | —       | 3 563     | 25,7 (2.) | 0,6       | 1/2       |           |
| 1977     | —       | —         | —       | —       | —       | 3 057     | 18,7 (3.) | 7,0       | 0/2       | 1         |
| 1978     | 4 614   | 20,3 (3.) | 2,2     | 6/32    |         | —         | —         | —         | —         | —         |
| 1979     | —       | —         | —       | —       | —       | 3 386     | 18,1 (3.) | 0,6       | 0/2       |           |
| 1980     | 4 415   | 19,0 (3.) | 1,3     | 6/32    |         | —         | —         | —         | —         | —         |
| 1981     | —       | —         | —       | —       | —       | 3 441     | 20,7 (3.) | 2,6       | 0/2       |           |
| 1984 (F) | 4 921   | 19,5 (4.) | 0,5     | 6/32    |         | 3 646     | 19,9 (4.) | 0,8       | 0/2       |           |
| 1987     | —       | —         | —       | —       | —       | 3 478     | 15,6 (4.) | 4,3       | 0/2       |           |
| 1988 (F) | 5 520   | 19,2 (4.) | 0,3     | 6/32    |         | 4 690     | 20,5 (4.) | 4,9       | 0/2       |           |
| 1990 (F) | 4 178   | 14,7 (4.) | 4,5     | 4/32    | 2       | 2 377     | 13,3 (4.) | 7,2       | 0/2       |           |
| 1994 (F) | 3 501   | 13,7 (4.) | 1,0     | 4/32    |         | 1 798     | 9,4 (5.)  | 3,9       | 0/2       |           |
| 1998 (F) | 6 584   | 23,8 (1.) | 10,1    | 8/32    | 4       | 4 325     | 20,9 (4.) | 11,5      | 0/2       |           |
| 2001     | —       | —         | —       | —       | —       | 6 578     | 24,9 (2.) | 4,0       | 1/2       | 1         |
| 2002     | 7 229   | 23,7 (2.) | 0,1     | 8/32    |         | —         | —         | —         | —         | —         |
| 2004     | 6 890   | 21,7 (3.) | 2,0     | 8/32    |         | —         | —         | —         | —         | —         |
| 2005     | —       | —         | —       | —       | —       | 6 301     | 25,4 (1.) | 0,5       | 1/2       |           |
| 2007     | —       | —         | —       | —       | —       | 5 849     | 25,4 (1.) |           | 1/2       |           |
| 2008     | 7 250   | 23,3 (1.) | 1,6     | 8/32    |         | —         | —         | —         | —         | —         |
| 2011 (F) | 5 589   | 18,3 (1.) | 5,0     | 6/33    | 2       | 3 998     | 19,4 (3.) | 6,0       | 0/2       | 1         |
| 2015 (F) | 6 691   | 20,7 (2.) | 2,4     | 7/33    | 1       | 5 730     | 24,5 (1.) | 5,1       | 1/2       | 1         |

### Wybory samorządowe
Wyniki partii Tjóðveldi w wyborach samorządowych przedstawiały się następująco:
| Wybory | Rady gmin | Rady gmin | Rady gmin | Rady gmin |
| Wybory | Głosy     | Głosy     | Mandaty   | Mandaty   |
| Wybory | %         | +/–       | Liczba    | +/–       |
| ------ | --------- | --------- | --------- | --------- |
| 1996   | —         | —         | 8/277     | —         |
| 2000   | 14,4      | —         | 14/272    | 6         |
| 2004   | 16,0      | 1,6       | 16/220    | 2         |
| 2008   | 15,6      | 0,4       | 15/210    | 1         |
| 2012   | 14,1      | 1,5       | 13/203    | 2         |